# Ulibarri
Ulibarri es un despoblado que actualmente forma parte de los concejos de Gordoa, del municipio de Aspárrena y Luzuriaga del municipio de San Millán, en la provincia de Álava, País Vasco (España).

## Toponimia
A lo largo de los siglos ha sido conocido también con el nombre de Horibarri, San Esteban de Villanueva y Villabuena.

## Historia
Documentado desde 1025 (Reja de San Millán), se desconoce cuándo se despobló, pero se sabe que para principios del siglo XIX ya lo estaba.